# Société des amis des arts
La Société des amis des Arts est une association fondée en mars 1790 par de Charles de Wailly, membre de l'Académie royale de peinture et de sculpture, afin d'encourager les artistes. Le montant des souscriptions versées par ses membres servait à acquérir des œuvres d'art pour les collections de la société. La société cesse son activité en 1810.
La Société des Amis des Arts organise des expositions en 1790, 1791, 1791, 1798. elle a bénéficié de la suppression de l'Académie royale, en 1793. Charlotte Guichard écrit que « la Société des Amis des Arts propose d’établir un lien direct avec l’artiste : l’achat d’une œuvre dans l’atelier court-circuite les intermédiaires marchands et ouvre une brèche dans un marché régulé par l’Académie royale, qui interdisait toute forme de commerce direct pour ses membres. Son succès repose également sur sa capacité à s’ouvrir à d’autres formes de sociabilité. En février 1791, elle propose de s’unir à la Société nationale des Neuf Sœurs, issue de la loge maçonnique du même nom ».
Lors de la première exposition organisée par la société sont présentées des œuvres de Vien, de Lagrénée, de Regnault, de Lebardier, de Peyron, de Marguerite Gérard ; de Boisot, de Houdon, de Clodion.

## Acquisitions
- 1824  - Psyché abandonnée, sculpture en marbre de Louis-Denis Caillouette, acquisition au Salon[3]